# Crkva sv. Mihovila u Omišu
Crkva sv. Mihovila nalazi se u Omišu.

## Opis
Vrijeme nastanka: 17. do 18. st. Župna crkva sv. Mihovila u Omišu sagrađena je u na mjestu gotičke crkve u ranom 17. stoljeću, kada je proširena, prema natpisu na bočnim vratima. Jednobrodna kamena građevina s četvrtastom apsidom južnim stranom prati glavnu ulicu, dok je na glavnom pročelju reprezentativni kameni portal, rad Bokanjićeve radionice oblikovan kao arhitektonski oltar s plitkim reljefnim ornamentima. U osi pročelja je monumentalna ruža s vijencem lišća, voća i anđeoskim glavicama. Uz crkvu na sjeveroistoku je zvonik s kamenim ložom i piramidom rađen po projektu mletačkog inženjera G. B. Camozzinija iz 1719.g. Unutrašnjost crkve presvođena je prelomljenim svodom s pojasnicama i centralnim rebrom.

## Zaštita
Pod oznakom Z-5043 zavedena je kao nepokretno kulturno dobro - pojedinačno, pravna statusa zaštićena kulturnog dobra, klasificirano kao "sakralna graditeljska baština".